# Luis Thayer Correa
Luis Eduardo Thayer Correa (Santiago, 27 de febrero de 1974) es un sociólogo y político chileno, miembro del Frente Amplio (FA). Desde el 31 de marzo de 2022, se desempeña como director nacional del Servicio Nacional de Migraciones de su país, designado bajo el gobierno de Gabriel Boric.

## Biografía
Nació en Santiago de Chile, el 27 de febrero de 1974; hijo de María Victoria Correa Devés y Luis Eduardo Thayer Morel, quien fuera hijo del político y exministro de Estado William Thayer. Asimismo, este último era hijo del historiador y genealogista Luis Thayer Ojeda.

## Trayectoria profesional
Estudió y se licenció en sociología por la Universidad Arcis a fines de la década de 1990. Posteriormente, a inicios de los 2000, realizó un magíster en sociología en la Universidad Complutense de Madrid, en España, donde además realizaría su doctorado, el cual finalizaría el año 2008 y recibiendo en 2007 el Premio de Investigación Universitaria para investigadores de doctorado Línea 3000.
Entre el año 2008 y 2015 fue profesor de media jornada en la Universidad Diego Portales, y entre 2010 y 2016 fue profesor a tiempo completo en la Universidad de Los Lagos. En esta institución ejerció también como subdirector del Centro de Estudios de Desarrollo Regional y Políticas Públicas y de la revista POLIS entre los años 2013 y 2016. Entre otras actividades, se ha desempeñado como investigador y académico de la Universidad Católica Silva Henríquez.
Entre los años 2010 y 2020 escribió y publicó artículos académicos y capítulos de libros  en torno al tema migratorio desde las perspectivas de la seguridad, la integración, la democracia y los derechos sociales. De estas mismas temáticas escribió columnas de opinión en medios como El Mostrador y Ciper.
También fundó y dirigió el Observatorio de Políticas Migratorias y fue miembro del Grupo de Trabajo, Migraciones, Cultura y Políticas de CLACSO. Entre 2011 y 2012 dirigió la formulación del Plan de Acogida de Migrantes y Refugiados del municipio de Quilicura. Entre 2017 y 2019 fue asesor de ACNUR y PNUD en programas de ayuda y caracterización de los migrantes y solicitantes de visa de refugio. Además, asesoró a la Mesa Regional de Migraciones.

## Trayectoria política
En 2017 ingresó a las filas del Movimiento Autonomista, y se convirtió en el coordinador del programa migratorio de la candidata presidencial Beatriz Sánchez ese mismo año. Por ese mismo período, fue nombrado presidente del Consejo Nacional de Migraciones (COSOC) del ex Departamento de Extranjería y Migración.
A principios de 2018, también se convirtió en militante y uno de los fundadores de Convergencia Social. En enero de ese año, junto al diputado Gonzalo Winter y Constanza Schönhaut, interpuso un recurso de protección contra el subsecretario del interior, Mahmud Aleuy, por haber denegado una solicitud de audiencia bajo argumentos sin fundamentos legítimos y discriminadores.
Luis Thayer criticó el hecho de que el gobierno de Sebastián Piñera se negara a firmar el “Pacto Mundial por una Migración Segura, Ordenada y Regular” y en ese entonces también señaló que el proyecto de Ley de Migraciones vulneraba los derechos de los migrantes.
Entre agosto y diciembre de 2021, fue el encargado de migración en el comando de Gabriel Boric, de cara a las elecciones presidenciales, afirmando que apostaban por una mejor una gestión y control en la frontera, dar apoyo a las comunas que reciben migrantes, crear albergues provisorios para resguardar a las personas y devolver a las comunidades los espacios públicos. Además, prometió resolver en 6 meses la situación de las personas alojadas en albergues.

### Director del Servicio Nacional de Migraciones
El 31 de marzo de 2022 fue designado por el presidente Boric como director nacional del Servicio Nacional de Migraciones (SERMIG), asumiendo el 2 de abril, sucediendo así a Álvaro Bellolio y convirtiéndose en la segunda autoridad en ocupar el cargo. Al comenzar su gestión señaló que sus objetivos son elaborar un plan para ordenar el flujo migratorio y hacerlo acorde con la necesidad del mercado de trabajo de contar con fuerza laboral extranjera.
En julio de 2022 la Corte de Apelaciones de Concepción dictó un fallo en el que suspendió a Thayer del cargo de director por un plazo de 10 días por la demora en responder un oficio de tramitación de un recurso de protección presentado por una ciudadana cubana. Ante esta acción, distintas organizaciones migrantes e instituciones pro migrantes dieron pleno respaldo al director del Sermig, entre ellas, la Clínica Jurídica de la Universidad Diego Portales, el Instituto de Estudios Internacionales de la Universidad Arturo Prat, y el Instituto Católico de Migraciones. La suspensión no se llevó a cabo ya que la Corte tuvo que revertir el fallo a raíz del desistimiento del recurso presentado por una ciudadana cubana. Posterior a la polémica, Thayer explicó en sus redes sociales que su gestión ha agilizado la entrega de visas alcanzando un ritmo mensual cinco veces superior a la gestión anterior.

## Obra escrita
- Inmigrantes ecuatorianos en la Comunidad de Madrid: la apropiación del espacio y la expropiación del tiempo. Madrid, Universidad Complutense de Madrid (2007).